# 沈熙瑞
沈熙瑞（英語：Hsi-Jui Shen；1905年5月8月—1996年2月24日），民国大陆时期金融家、银行家。移居香港后成香港华人金融巨头，祖籍宁波，生于上海。

## 生平
祖籍浙江鄞县，1905年5月5日生于上海，夫人朱懿大是钱昌照之妻沈性元的表妹。1926年毕业于清华大学。后留学美国，1928年获得达特茅斯学院商学学士学位，1929年获工商管理硕士，是达特茅斯学院最早中国学生。抗战期间，历任广西银行董事、常务董事。后历任中华民国邮政储金汇业局副局长，中央银行业务局局长，中央信托局副局长、局长。1948年3月30日，任民国中央銀行外匯平衡基金委員會委員。1948年7月1日，行政院美援運用委員會（简称“美援会”）在南京成立，沈出任秘書長，常驻上海办事处。曾任中华民国纺织品外销委员会主席，上海滙豐銀行聯合經理。1949年3月26日，出任中央銀行副總裁，1949年7月5日免职。
1950年2年23日，辞任美援会秘书长，同年移居香港。任华侨保险公司香港经理，入汇丰并于1964年任香港汇丰银行总经理，1986年任汇丰银行顾问。曾任恒隆地產董事。20世纪50年代末，曾任香港纺织业同业公会副主席。在香港与邵逸夫、董浩云、包玉刚、王宽诚等实业巨头为密友。1984年曾为邵逸夫搭桥捐赠1000万港币修复敦煌壁画，是邵氏在中国大陆第一笔捐款，并任香港中文大学逸夫书院创院顾问。
晚年移居美國加州，1996年2月24日逝世於美國加州聖荷西，享年91歲。有3子一女，分别为子David Shen，Douglas Shen，Frank Shen，女Dora Hisa。

## 遗物
- 沈尹默《朱銘山壽序》，与王庸、沈熙瑞、范鶴言等作